# 長崎国際テレビの夕方帯ローカルニュース
長崎国際テレビの夕方帯ローカルニュース（ながさきこくさいテレビのゆうがたおびローカルニュース）では、長崎国際テレビ（NIB）においてこれまでに放送されてきた、または現在放送中の夕方帯のローカルニュース番組について述べる。

## ニュースプラス1ながさき
平日版は 1991年4月1日 - 2006年3月31日、土曜版は  1991年4月6日 - 2006年4月1日、日曜版は 1996年4月7日 - 2000年9月24日にそれぞれ放送された。キー局・日本テレビにおける番組名は『NNNニュースプラス1』であり、それを差し替えて命名していた。土曜版・日曜版の番組名には平日版の番組名の後にサタデーもしくはサンデーが付されていた。『NIB日曜夕刊』（後述）終了とともに増設された日曜版であるが、『THE独占サンデー』（現在の『真相報道 バンキシャ!』）放送開始のため廃された。

### 放送時間
NNNニュースプラス1#放送時間 を参照。ただし、1996年10月以降の平日版のNNN枠（全国ニュース枠）より前の時間帯の放送は、NNN冠が付くかそれに準じる場合を除いて非ネットであった。

### ローカル枠のキャスター
- 藤村幸司（平日メイン、番組終了まで）
- 外村倫子（平日メイン、番組終了まで）

## NIB日曜夕刊
1991年4月7日 - 1996年3月31日に放送された。キー局・日本テレビにおける番組名は『NNN日曜夕刊』であり、それを差し替えて命名していた。

### 放送時間
毎週日曜 18:00 - 18:30（JST）（NNN日曜夕刊#放送時間 を参照）。ローカルニュースは 18:20 - 18:30に放送。

### 備考
- ローカル枠のオープニング・エンドタイトルは独自のBGMを使用して、提供クレジットの代わりにNIBの局ロゴを出していた。
- 『日曜夕刊』の題字は初代のものと類似していた。

## NNN Newsリアルタイム
平日版は 2006年4月3日 - 2010年3月26日、土曜版は  2006年4月8日 - 2010年3月27日にそれぞれ放送された。本番組以降、番組名に、キー局・日本テレビの番組名のローカル差し替えを行わなくなった。土曜版の番組名には平日版の番組名の後にサタデーが付されていた。

### 放送時間
NNN Newsリアルタイム#放送時間 を参照。当番組以降、平日版はNNN枠（全国ニュース枠）より前の時間帯の放送も番販ネットしている。
番組は主に、前番組『ニュースプラス1ながさき』の流れを汲んだ内容で放送されていた。開始から18:16までは、CMを除き、原則として全てキー局・日本テレビ送出のものをそのままネットしていた。ただし、17時台の「関東の天気」を開始当初、長崎県内の天気に差し替えていた。また、NNN枠入り前のヘッドラインも一時期を除き、日本テレビのものではなく、自社送出のヘッドラインに差し替えていた。また、NNN枠の後のローカルニュースの時間帯には、「リアルSPORTS」をキー局・日本テレビからネット受けしていた。
なお、NNN枠明けのオープニングでのタイトル表記は、2007年9月までは『NEWSリアルタイム』のみの表記だったが、2007年10月からは『NEWSリアルタイムNAGASAKI』となった。ただし、番組表や長崎国際テレビの公式ページではNNN枠以前の時間帯と合わせ、一貫して『NNN Newsリアルタイム』であった。

### ローカル枠のキャスター
メインキャスター
- 佐藤肖嗣 - 2006年12月1日から担当。
- 外村倫子

サブキャスター
- 安田由佳 - 月曜・火曜担当。
- 千北英倫子 - 水曜・木曜担当。

天気キャスター
- 安田（旧姓:重森）由佳 - 月曜・火曜担当。
- 千北英倫子 - 水曜・木曜担当。
- 田中由佳理 - 金曜担当
- 虫鹿里佳 - 金曜担当（TV電話回線での出演）。

#### 過去に出演したキャスター
- 藤村幸司 - メインキャスターを務めていたが、2006年11月30日の長崎国際テレビ退社によって降板。[1]
- 菊池真以（『ウェザーニュース』お天気キャスター・気象予報士） - 金曜担当。

#### メインキャスター休暇日の対応
外村が休暇を取っている最中には、重森と千北のいずれかがメインキャスターを代行する。

### テーマ曲
- 『PEACE IMAGINATION』 - 作曲 : 小國雅香[2][3][1]

## NIB news every.（news every.長崎）
- 平日版は 2010年3月29日から、土曜版は  2010年4月3日からそれぞれ放送中である。
- 2018年4月2日より毎週月曜日のみ第1部のネットを開始[注 3]。
  - 「木原さんの生活天気(当時)」の部分は長崎発の県内ニュース、本番組の予告と県内の天気に差し替えて「トク4」で再び飛び乗りの形でネットを再開したが、第2部の「木原さんの天気」は本番組の予告と県内の天気に差し替えていた。
- 同年10月1日より月曜 - 金曜の平日がevery.第1部からネットを開始したため番組名は「news every.長崎」と表示されている[注 3]。
  - 第1部の差し替えを廃止して2019年4月1日からフルネットを再開した。
しかし、第2部の「木原さんの天気」は本番組の予告と県内の天気に差し替えている。

- 土曜日版のローカル予告では「news every.Saturday 続いて長崎のニュース」と右下に表示されている。 
  - 予告とエンディングはお天気カメラをバックに写る。

### 放送時間
月曜日 - 金曜日:15:50 - 19:00
【ローカルニュース】18:15 - 19:00（every.第3部のきょうコレを含む）

土曜日:17:00 - 17:30
【ローカルニュース】17:19:25（予告）- 17:30:00

news every.#放送時間を参照

### ローカル枠のキャスター
- 佐藤肖嗣
- 桒畑笑莉奈
- 甲斐菜々子

#### 過去に出演したキャスター
- 白方雄平
- 外村倫子[5]
- 千北英倫子[6]
- 安田由佳
- 髙橋早紀
- 竹内義貴
- 石垣英輔[5]
- 下程光梨
- 松田大河[7]
- 花村枝里
- 中島彩
- 藤田智子[7]

### テーマ曲
NEWSリアルタイムNAGASAKIでオリジナルテーマ曲を作曲した小國雅香が作曲を行った。
- 『happy bless you』（2010年作曲）[2][4]
- 『For Tomorrow』（2012年作曲）[2][8][9][5]
- 『with the twilight』（2015年作曲）[2][10][11][12][13]

### その他
- キャスターとスタジオセットは前番組『NNN Newsリアルタイム』から引き継がれ、2015年度からスタジオセットからテーマソングまでリニューアルした[12][13]。
- 月曜日のみ、NIBと同じ日本テレビ系列の読売テレビが幹事局を務める企画ネット形式の箱番組『めばえ』の長崎県版を制作・放送している。
- 2019年1月7日から2019年3月29日まで「くわしくッ天気」の部分は、長崎発の本番組の予告3項目と全国のニュース(news every.第2部)の予告2項目そして県内の天気に差し替えてネットを中断し「NEXT」で飛び乗りの形でネットを再開していた。